# Edling (Gemeinde Trofaiach)
Edling ist ein Dorf im Trofaiacher Becken in der Steiermark und Ortschaft der Stadt Trofaiach im österreichischen Bezirk Leoben.

## Geographie

### Lage
Der Ort liegt im Trofaiacher Becken in der Region Obersteiermark auf 655 m Seehöhe.
Er befindet sich rund acht Kilometer nordwestlich der Bezirkshauptstadt Leoben im Südosten der ehemaligen Gemeinde Gai, etwa drei Kilometer südwestlich vom Trofaiacher Stadtzentrum, sowie rund drei Kilometer nördlich von Traboch im Liesingtal. Es liegt direkt nördlich am Fuß des Hessenbergs (744 m ü. A.).
Die Ortschaft hat etwa 380 Einwohner und umfasst zirka 150 Gebäude.

### Nachbarortschaften und -orte
| Gausendorf            |                                             | Trofaiach                         |
| Töllach Windischbühel | Kompassrose, die auf Nachbargemeinden zeigt |                                   |
|                       | Am See                                      | Hessenberg (Gem. St. Peter-Frst.) |

### Gewässer
Das Ortsgebiet von Edling wird von zwei sehr kleinen Bächen durchflossen. Der Veitscherbach entspringt in einem moosigen Gebiet in der Nähe der Ortschaft Windischbühel. In Edling speist er dann den am Putzenberg entspringenden Krebsenbach. Der Veitscherbach fließt in der Folge durch den Trabocher See und mündet schließlich bei Traboch in die Liesing.

### Klima und Vegetation
Edling ist hinsichtlich der Vegetation gegenüber dem Rest des Trofaiacher Beckens begünstigt. Von Anfang April bis Ende August beläuft sich die Durchschnittstemperatur um 14 Uhr bei rund 18 °C (Jahresmitteltemperatur 7 °C).
Die feuchten Wiesen zwischen Edling und Glarsdorf (Gemeinde Kammern im Liesingtal) zeichnen sich durch eine besondere Flora aus. Auf den Wiesen blüht der seltene Lungenenzian, das Blutauge sowie der Fieberklee. Auch der gelbe Hornklee, der als Motiv für das Wappen der ehemaligen Gemeinde Gai herangezogen wurde, ist auf den Wiesen anzutreffen.

## Geschichte

### Vorgeschichte
Aus der Jungsteinzeit (5000 bis 2000 v. Chr.) belegt sind Siedlungen anhand mehrerer Stein- und Flachbeile, einige sind im Stadtmuseum Leoben zu sehen.
Im Jahr 1915 wurde im Zuge des Baus der Russenstraße zwischen Edling und Sankt Peter-Freienstein bei Grabungsarbeiten am Westhang des Berges Kulm ein Griffzungenschwert vom Typ Anneheim gefunden, welches in der Literatur als das Schwert von Edling bezeichnet wird und im Stadtmuseum Trofaiach ausgestellt ist. Es bestand demnach schon eine feste Handelsbeziehung zum norditalienischen Raum.
Dies änderte sich auch nicht in der Urnenfelderzeit. Die nahen Kupferbergwerke in Gaishorn, Radmer und Kammern im Liesingtal lieferten die begehrte Handelsware. Aus diesem Grund entstanden Höhensiedlungen, um die Bevölkerung vor feindlichen Bedrohungen zu schützen. Es gilt heute als erwiesen, dass solche Siedlungen am Häuselberg bei Leoben so wie am Kulm existierten. Auf dem Kulm wurden etwa bei Probegrabungen Tonscherben und Schlackenreste gefunden. Sie stammen aus der Zeit von 1100 bis 500 v. Chr.
Die Siedlung am Kulm kann als Hauptsiedlung des Trofaiacher Beckens angesehen werden. Es lebten dort vermutlich 300 bis 350 Personen. Weiters bestand bereits eine Wegverbindung vom Liesingtal in das Vordernbergertal, die über Edling geführt hat. Sie steht unter Denkmalschutz.
Wenn die bedeutendsten Funde der Hallstattzeit (750 bis 450 v. Chr.) auch aus dem Gräberfeld nahe dem Leobener Stadtteil Hinterberg-Steinleiten stammen, ist anzunehmen, dass der Edlinger Raum nicht ganz im Abseits stand. Von 450 bis 15 v. Chr. war der Raum keltisch geprägt. Das gesamte Gebiet war Teil des Königreichs Noricum.
Noricum wurde in das Römische Reich eingegliedert. Aus dieser Epoche sind größtenteils Grabsteine und Schriftendenkmäler erhalten geblieben. So wurden auch mehrere in der Nähe von Edling gefunden. Das bekannteste dieser Fundstücke ist wohl die im August 1858 entdeckte Grabkapelle im Vordernbergerbach nahe Donawitz. Der römische Verwaltungssitz für den Leobner Raum befand sich in Flavia Solva. Von dort wurde auch das Straßennetz organisiert, das sich durch das Mur- und Liesingtal bis zur Donau erstreckte. Es gab auch im Vordernbergertal eine Straße niederer Ordnung.

### Ortsgeschichte
Edling entstand aus einer slawischen Vorgängersiedlung vor allem durch die Teilung des alten Edlingergutes. Es wurde um das Jahr 1150 als Edelingin erstmals erwähnt. Namensgebend waren kleinadelige, die auch mit Großbauern, welche über eine währende Gefolgschaft besitzen, verglichen werden können. Von einem solchen „Edling“ leiten sich der Vulgonamen des Gehöftes wie auch jener der gesamten Ortschaft ab.
Seelsorgerisch gehört die katholische Messkapelle Hl. Maria in Edling zur Pfarre St. Peter-Freienstein, und damit zum Pfarrverband Trofaiach.
Seit 1. Jänner 2013 ist Edling ein Teil der Stadt Trofaiach.

## Wirtschaft und Infrastruktur
Die Wirtschaft wird von der Landwirtschaft und einigen Gaststätten bestimmt; zudem existiert eine Autoreparaturwerkstätte.
Edling liegt am Kreuzungspunkt der L 116 mit der B 115. Die L 116 führt von Edling westlich nach Seiz und östlich als  „Russenstraße“ nach Sankt Peter-Freienstein. Der in Österreich öfter vorkommende Name ergab sich aus dem Umstand, dass diese Straße im Ersten Weltkrieg 1915 von russischen Kriegsgefangenen errichtet wurde, welche den zuvor existierenden einfachen Weg ersetzte. Die B 115 stellt eine wichtige Verbindung zwischen dem Anschluss an die Pyhrn Autobahn in Traboch und dem Vordernbergertal dar.

## Freizeit
Vor etlicher Zeit existierte im Ort der Badeteich „Bad Edling“, dieser ist heute als Fischerteich benutzbar. Heute wird der Trabocher See als Naherholungsraum genutzt.